# Butterflies and Hurricanes
Butterflies and Hurricanes är en låt av det engelska rockbandet Muse som finns med på bandets tredje album Absolution och släpptes som singel 2004. Låten präglas av de symfoniska element Muse började använda sig av i samband med skapandet av Absolution. Butterflies and Hurricanes är dedicerad till Dominic Howards far som avled på grund av hjärtbesvär under bandets framträdande på Glastonburyfestivalen 2004.